# Дубинін Владлен Костянтинович
Владлен Костянтинович Дуби́нін (25 грудня 1931, Запоріжжя — 17 жовтня 2020, Запоріжжя) — український скульптор і художник; член Спілки радянських художників України з 1965 року. Чоловік скульпторки Емілії Низової.

## Біографія
Народився 25 грудня 1931 року в місті Запоріжжі (нині Україна). Протягом 1953—1961 років навчався на живописному факультеті Харківського художнього інституту, де його викладачами були зокрема Сергій Бесєдін, Йосип Карась, Олександр Любимський, Валентин Сизиков. Дипломна робота — картина «Доменщики» (олія, керівник Сергій Бесєдін).
Упродовж 1961—2004 років працював на Запорізькому художньо-виробничому комбінаті. Жив у Запоріжжі, в будинку на Соборному проспекті, № 58, квартира № 24.
Помер 17 жовтня 2020 року.

## Творчість
Працював у галузях станкової і монументальної скульптури, книжкової графіки. Серед робіт:
станкова скульптура
- «Люди в шинелях» (1959—1963, гіпс);
- «Народ звільнюється» (1961, у співавторстві з Емілією Низовою);
- «Єдність» (1961);
- «Знову програв» (1963);
- «Максим Кривоніс» (1964);
- «Тарас Шевченко і Микола Чернишевський» (1964, гіпс; Національний музей Тараса Шевченка);
- «Максим Залізняк і Іван Гонта» (1964, Національний музей Тараса Шевченка);
- «На фронтових шляхах» (1965, гіпс тонований; у співавторстві з Емілією Низовою; Музей історії Корсунь-Шевченківської битви);
- «Сталевар» (1967, скло, бетон;  співавторстві з Емілією Низовою);
- «Петро Шмідт» (1970);
- «Мати-Батьківщина» (1975, Запоріжжя);
- «Металургам “Запоріжсталі”. 1941–43» (1976).

погруддя
- Тараса Шевченка у місті Марганці (1996);
- кавалера трьох орденів Слави Семена Демченка (2006);

пам'ятники
- «Братання» (1967);

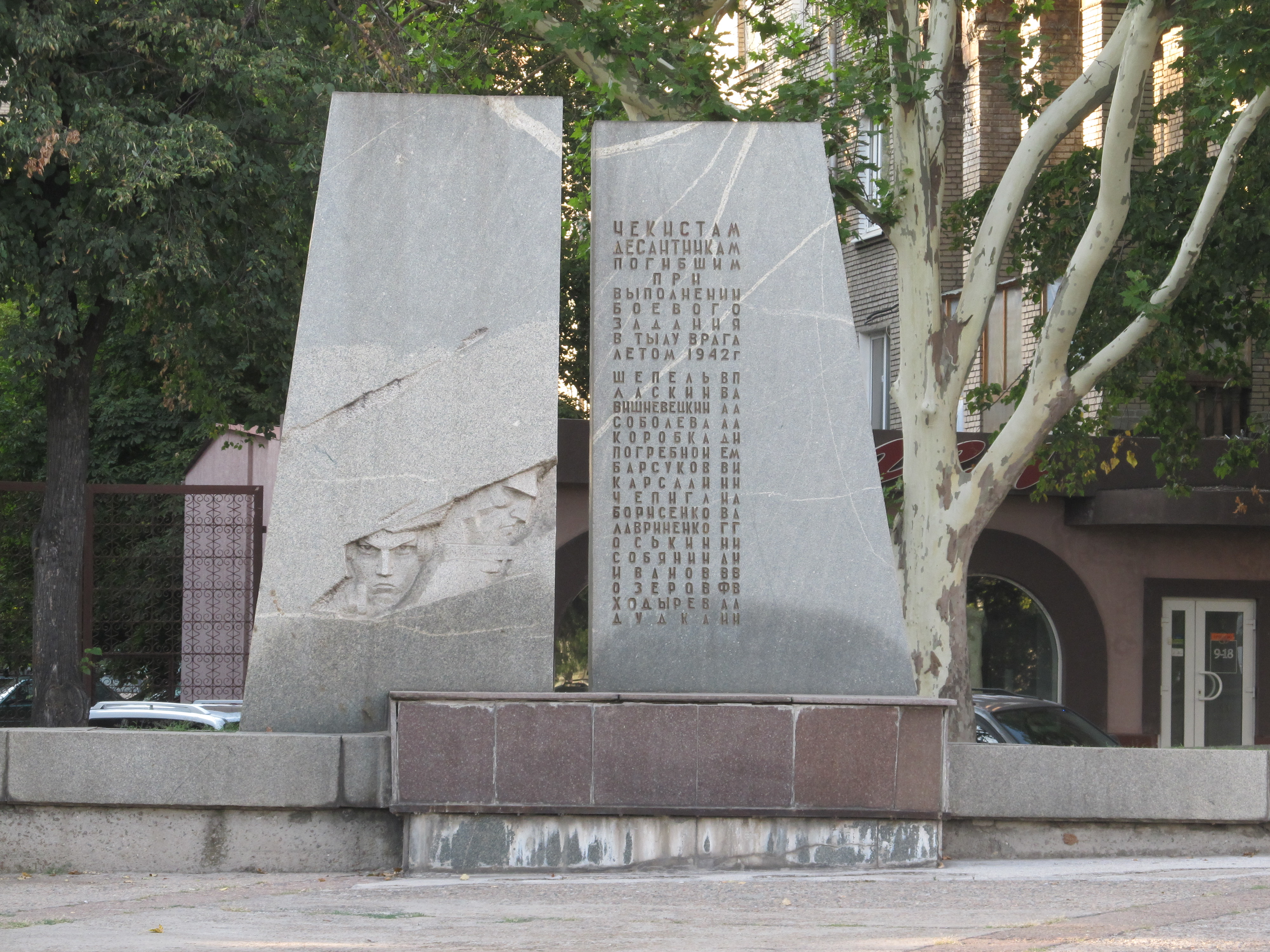
Пам'ятник чекістам-героям німецько-радянської війни.

- «Запорозькі козаки в дозорі» (1968, бронза);
- авіаконструктору Олександру Івченку у Запоріжжі (1969, граніт);
- чекістам-героям німецько-радянської війни у Запоріжжі (1970, граніт);
- воїнам-інтернаціоналістам, загиблим в Афганістані (1997);
- почесному громадянину міста Бердянська Миколі Шаульському (2003);
- Тарасу Шевченку у Запоріжжі (2005).

Виконав ілюстрації до книжок, зокрема:
- «Весілля в Малинівці. Чудесний край. Голуба фортеця: Комедії» Леоніда Юхвіда (Харків, 1954).
- «Хліб від зайця» (Запоріжжя, 1962).

Написав картину «Взимку в парку» (1961).
Брав участь у республіканських виставках з 1961 року, всесоюзних — з 1963 року. Персональна виставка відбулася у Запоріжжі у 1977 році. 